# Linia kolejowa nr 742
Linia kolejowa nr 742 – pierwszorzędna, jednotorowa, zelektryfikowana linia kolejowa znaczenia państwowego łącząca stacje Inowrocław oraz Inowrocław Rąbinek.
Sporadycznie jeżdżą nią pociągi towarowe. Linia służy także na wypadek objazdów, zwykle w przypadku rozkładów zamknięciowych na linii kolejowej nr 18, kiedy to korzystają z niej pociągi pasażerskie mające postój handlowy na stacji Inowrocław lub zamknięcia linii kolejowej nr 236 na odcinku Inowrocław Rąbinek – Dziarnowo. Linia znajduje się na całej swej długości w granicach powiatu inowrocławskiego.

## Historia
Linia została zbudowana w tym samym czasie co linia kolejowa nr 231, stanowiąc jej naturalne wydłużenie do stacji Inowrocław.

## Przebieg

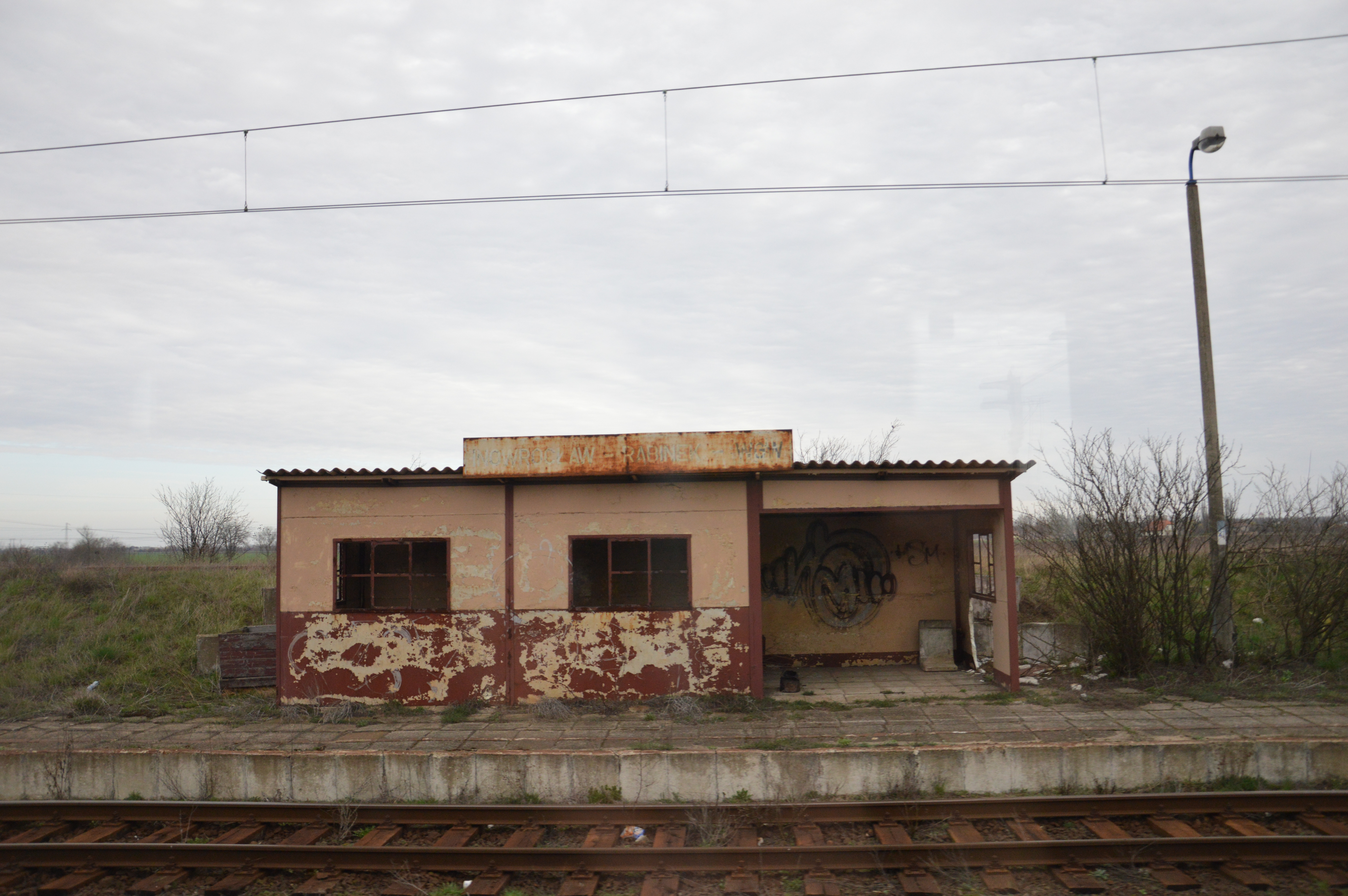
Przystanek Służbowy Inowrocław Rąbinek Zakład Taboru

Linia zaczyna się na stacji Inowrocław Rąbinek, a następnie przechodzi przez przystanek służbowy Inowrocław-Rąbinek Zakład Taboru (Inowrocław-Rąbinek-WGW) i okręg In1 stacji Inowrocław Towarowy, a kończy się w okręgu INA. Po budowie Magistrali Węglowej stała się łącznicą, ważną z punktu widzenia ruchu pasażerskiego, gdyż to tędy kursowały pociągi pasażerskie zatrzymujące się na stacji Inowrocław. Pociągi towarowe korzystały z macierzystego szlaku Magistrali Węglowej, jadąc w stronę podg Mimowola, który kierował je w okręgi stacyjne In1 oraz INA, gdzie znajduje się górka rozrządowa. Linia została zelektryfikowana w 1967 roku wraz elektryfikacją Magistrali Węglowej.

## Infrastruktura
Linia 742 na całej swej długości jest wyposażona w dwukierunkową, półsamoczynną blokadę liniową, obsługiwaną przez posterunki blokowe Inowrocław Towarowy INA oraz Inowrocław Rąbinek. W ciągu łącznicy znajdują się dwa przejazdy kolejowo-drogowe kategorii D – jeden w Batkowie, drugi w Mimowoli.